# 51.º governo da Monarquia Constitucional
O 51.º governo da Monarquia Constitucional e também conhecido como a segunda fase do 24.º governo desde a Regeneração, nomeado a 28 de fevereiro de 1903 e exonerado a 20 de outubro de 1904, foi presidido por Ernesto Hintze Ribeiro. 
A sua constituição era a seguinte:
| Cargo                                                                                 | Detentor | Detentor                                           | Período                                         |
| ------------------------------------------------------------------------------------- | -------- | -------------------------------------------------- | ----------------------------------------------- |
| Presidente do Conselho de Ministros                                                   |          | Ernesto Hintze Ribeiro (1849–1907)                 | 28 de fevereiro de 1903 a 20 de outubro de 1904 |
| Ministro e Secretário de Estado dos Negócios do Reino                                 |          | Ernesto Hintze Ribeiro (1849–1907)                 | 28 de fevereiro de 1903 a 20 de outubro de 1904 |
| Ministro e Secretário de Estado dos Negócios do Reino                                 |          | Luís Augusto Pimentel Pinto (interino) (1843–1913) | 4 de julho de 1903 a 7 de setembro de 1903      |
| Ministro e Secretário de Estado dos Negócios Eclesiásticos e de Justiça               |          | Artur de Campos Henriques (1852–1922)              | 28 de fevereiro de 1903 a 20 de outubro de 1904 |
| Ministro e Secretário de Estado dos Negócios Eclesiásticos e de Justiça               |          | Ernesto Hintze Ribeiro (interino) (1849–1907)      | 6 de agosto de 1904 a 27 de agosto de 1904      |
| Ministro e Secretário de Estado dos Negócios da Fazenda                               |          | António Teixeira de Sousa (1857–1917)              | 28 de fevereiro de 1903 a 26 de março de 1904   |
| Ministro e Secretário de Estado dos Negócios da Fazenda                               |          | Rodrigo Afonso Pequito (1849–1931)                 | 26 de março de 1904 a 20 de outubro de 1904     |
| Ministro e Secretário de Estado dos Negócios da Guerra                                |          | Luís Augusto Pimentel Pinto (1843–1913)            | 28 de fevereiro de 1903 a 20 de outubro de 1904 |
| Ministro e Secretário de Estado dos Negócios da Marinha e Ultramar                    |          | Manuel Rafael Gorjão (1846–1918)                   | 28 de fevereiro de 1903 a 20 de outubro de 1904 |
| Ministro e Secretário de Estado dos Negócios Estrangeiros                             |          | Venceslau de Lima (1858–1919)                      | 28 de fevereiro de 1903 a 20 de outubro de 1904 |
| Ministro e Secretário de Estado dos Negócios das Obras Públicas, Comércio e Indústria |          | Conde de Paçô Vieira (1860–1926)                   | 28 de fevereiro de 1903 a 20 de outubro de 1904 |